# Vaccinium stenophyllum
Vaccinium stenophyllum là một loài thực vật có hoa trong họ Thạch nam. Loài này được Steud. miêu tả khoa học đầu tiên năm 1841.